# ポリトイ・FX3
ポリトイ・FX3 (Politoys FX3) は、フランク・ウィリアムズ・レーシングカーズが1972年および1973年のF1世界選手権に投入したフォーミュラ1カー。FX3はフランク・ウィリアムズが自らのチームで設計、製作した最初のオリジナルF1カーであった。1972年はポリトイ・FX3の名で使用され、翌1973年には改良型がイソ-マールボロ・FX3Bの名で使用された。

## 背景
元レーサーでありレースカーのディーラーを営んでいたフランク・ウィリアムズは1968年に自らのチームを結成し、フォーミュラ2に参戦した。そこで成功を収めた後1969年からF1に参戦する。初年度のウィリアムズは純粋なカスタマーチームであり、中古のブラバム・BT23Cを購入してシーズンを戦った。1970年はデ・トマソ製のマシンを使用し、1971年はマーチのマシン（701および711）を使用した。
1971年にフォーミュラ1カーの製造者によってフォーミュラ・ワン・コンストラクターズ・アソシエーション（FOCA）が設立された。参加資格は自身のマシンを製造することで、カスタマーチームは参加できず、参加することでいくつかの金銭的な利点がもたらされた。利点には特に旅費の支給が含まれた。FOCAが結成されてから、フランク・ウィリアムズは自らのチームをFOCAに加入させることが目的となった。ウィリアムズはカスタマーチームから、自らマシンを設計することとなった。オリジナルマシンを製造するためにはスポンサーによる財政支援が必要であった。1971年秋、ウィリアムズはイタリアの玩具メーカーであるポリトイとコンタクトした。ポリトイはオリジナルマシン製造のための資金40,000ポンドを提供した。契約の見返りはマシンの名であった。
ウィリアムズチームにはレーシングカー設計の経験が無く、最初のマシンを完成させるのは予想以上の時間がかかった。当初の予定は1971年秋に完成の予定であったが、6ヶ月以上延期する必要があった。遅延の主な理由としてウィリアムズはデザイナーが不十分で、不規則に支払っていたと主張している。その結果、FX3は1972年シーズン1度しか使用できなかった。1973年シーズンはイタリアのスポーツカーメーカーのイソがスポンサーとなり、ウィリアムズは序盤3戦で再びFX3を使用し、FX3はその後新型のイソ-マールボロ・IRに置き換えられた。

## 開発
FX3はレン・ベイリーによって設計され、モーリス・ゴムが製造を監督した。それは「従来型サスペンションを装備した単純なクルマ」であった。モノコックはアルミニウムで作られた。外観はいわゆるコークボトルデザインで、中央部分がフロントおよびリアエンドよりも狭かった。フロントサスペンションはダブルウィッシュボーン式が採用された。リアサスペンションは二つのクロスバーで構成された。エンジンはコスワースDFVが搭載された。トランスミッションはヒューランドのFG400、5速ギアボックスが採用され、車重は580kgとなった。
1972年の秋、元ブラバムのデザイナーであったロン・トーラナックが一時的にチームに加入した。トーラナックはマシン製作に参加し、1973年にはいくつかの変更を主導した。

## 製作
ウィリアムズは2台のFX3を製作した。いずれのシャシーもチームに残され、外販はされなかった。
最初のシャシー（FX3/1）は1972年の春に製作された。デビュー戦でクラッシュした後、チームは即時の修理を放棄した。マシンはトーラナックの指揮の下徐々に修理が行われ、1972年10月に完了した。
第2のシャシー（FX3/2）は1972年の冬から1973年に製作された。このシャシーはFX3Bとして1973年序盤にデビューした。

## レース戦績

### 1972
1972年シーズン、チームはチーム・ウィリアムズ・モチュールの名で活動した。ドライバーはアンリ・ペスカロロとカルロス・パーチェが起用された。ペスカロロにはマーチ・721が与えられ、パーチェには711が与えられた。
最初のポリトイ・FX3（FX3/1）は、イギリスグランプリで投入する準備ができていた。それはペスカロロがドライブすることとなった。ペスカロロは予選でポールタイムから5.2秒遅れの最下位、26番手であった。決勝では7周目まで順調に周回したが、8周目にコースを外れ、サイドウォールに衝突した。事故の原因として異なる諸説がある。一部のレポートでは、ペスカロロがドライブミスをしたことで事故に繋がったとされる。他の目撃者は、技術的欠陥（「どうやら何かが壊れた」）があったとする。結果としてクラッシュし、マシンは大破しリタイアとなった。財政的な理由のため、ウィリアムズは即時の修理を断念した。代わりに、今シーズンの残りのレースをチームはペスカロロにマーチ・721を走らせた。
FX3/1の再建後に、ウィリアムズは10月22日にブランズ・ハッチで開催されるノンタイトル戦のワールドチャンピオンヴィクトリーレースでクリス・エイモンにドライブさせることを決定した。予選でエイモンは最速タイムから5.8秒遅れであった。20番グリッドからスタートしたエイモンは32周目にエンジントラブルのためリタイアした。

### 1973
1973年、チームは名称をフランク・ウィリアムズ・レーシングカーズとした。ポリトイがスポンサーから撤退したが、代わりにイタリアの自動車メーカーのイソと、マールボロがスポンサーとなったことで、名称はイソ-マールボロに変更された。前年に使用されたFX3/1が改修されFX3Bとなり、ナンニ・ギャリがドライブした。開幕戦のアルゼンチンでは予選16位となったが、決勝ではグリッド上でエンジンがストール、スタートできなかった。次戦ブラジルでは予選18位、決勝は2周遅れの9位で完走となった。第3戦の南アフリカではギャリに代えて地元ドライバーのジャッキー・プレトリウスが起用された。プレトリウスは予選24位、決勝は32周目にオーバーヒートとなりリタイアした。FX3/1の最高位はトニー・トリマーが3月にブランズ・ハッチで行われたレース・オブ・チャンピオンズで獲得した4位であったが、これはノンタイトル戦であったため、ポイントを獲得することはできなかった。このレースの後FX3/1は使用されなかった。この後チームは新型車のイソ-マールボロ・IRを投入した。
もう一台のFX3Bは新造されたシャシーで、ハウデン・ガンレイがドライブした。彼の最高位はブラジルグランプリでの7位であった。彼はまたレース・オブ・チャンピオンズと4月に行われたBRDCインターナショナル・トロフィーにも参戦したが、両方ともリタイアとなった。2台目のFX3Bもこの後は使用されなかった。

## F1における全成績
(key) （斜体はファステストラップ）
| 年     | チーム                                   | シャシー              | エンジン                      | タイヤ | ドライバー               | 1   | 2   | 3   | 4   | 5   | 6   | 7   | 8   | 9   | 10  | 11  | 12  | 13  | 14  | 15  | ポイント | 順位 |
| ------ | ---------------------------------------- | --------------------- | ----------------------------- | ------ | ------------------------ | --- | --- | --- | --- | --- | --- | --- | --- | --- | --- | --- | --- | --- | --- | --- | -------- | ---- |
| 1972年 | フランク・ウィリアムズ・レーシングカーズ | ポリトイ・FX3         | フォード コスワースDFV 3.0 V8 | G      |                          | ARG | RSA | ESP | MON | BEL | FRA | GBR | GER | AUT | ITA | CAN | USA |     |     |     | 0        | -    |
| 1972年 | フランク・ウィリアムズ・レーシングカーズ | ポリトイ・FX3         | フォード コスワースDFV 3.0 V8 | G      | アンリ・ペスカロロ       |     |     |     |     |     |     | DNF |     |     |     |     |     |     |     |     | 0        | -    |
| 1973年 | フランク・ウィリアムズ・レーシングカーズ | イソ-マールボロ・FX3B | フォード コスワースDFV 3.0 V8 | F      |                          | ARG | BRA | RSA | ESP | BEL | MON | SWE | FRA | GBR | NED | GER | AUT | ITA | CAN | USA | 0        | -    |
| 1973年 | フランク・ウィリアムズ・レーシングカーズ | イソ-マールボロ・FX3B | フォード コスワースDFV 3.0 V8 | F      | ハウデン・ガンレイ       | NC  | 7   | 10  |     |     |     |     |     |     |     |     |     |     |     |     | 0        | -    |
| 1973年 | フランク・ウィリアムズ・レーシングカーズ | イソ-マールボロ・FX3B | フォード コスワースDFV 3.0 V8 | F      | ナンニ・ギャリ           | DNF | 9   |     |     |     |     |     |     |     |     |     |     |     |     |     | 0        | -    |
| 1973年 | フランク・ウィリアムズ・レーシングカーズ | イソ-マールボロ・FX3B | フォード コスワースDFV 3.0 V8 | F      | ジャッキー・プレトリウス |     |     | DNF |     |     |     |     |     |     |     |     |     |     |     |     | 0        | -    |

## 参照
1. 1 2 3  Maurice Hamilton: Frank Williams. The inside story of the man behind Williams-Renault. 1998, S. 40 f.
2. 1 2  David Hodges: A-Z of Grand Prix Cars. 2001, S. 192 f.
3. 1 2 3  Pierre Menard: La Grande Encyclopedie de la Formule 1. 2000, S. 558.
4. ↑  Maurice Hamilton: Frank Williams. The inside story of the man behind Williams-Renault. 1998, S. 39.
5. ↑  David Hodges: Rennwagen von A-Z nach 1945. 14994, S. 210.
6. ↑  Cimarosti: Das Jahrhundert des Rennsports. 1997, S. 247.
7. ↑  Zu den unterschiedlichen Darstellungen vgl. David Hodges: Rennwagen von A-Z nach 1945. 1994, S. 210.
8. ↑  Statistik des World Champion Victory Race auf der Internetseite www.silhouet.com (abgerufen am 7. Oktober 2013).